# القشوبه-شعب المزرقي (حزم العدين)

تعديل مصدري - تعديل

القشوبه-شعب المزرقي محلة تابعة لقرية الرش، التابعة لعزلة الاحكوم بمديرية حزم العدين إحدى مديريات محافظة إب في الجمهورية اليمنية، بلغ تعداد سكانها 179 حسب تعداد اليمن لعام 2004.